# Église Saint-Pierre de Mâcon
L'église Saint-Pierre de Mâcon est une église catholique située à Mâcon en Saône-et-Loire en France. Elle a été construite au XIXe siècle par l'architecte Berthier, élève de Viollet-le-Duc.

## Localisation
L'église se situe place Saint-Pierre en face de l'hôtel de ville.

## Historique
C'est une décision de la Ville de Mâcon de faire construire une nouvelle église dans ce quartier. Les travaux sont confiés à l'architecte André Berthier.
La fin de sa construction se fit dans un contexte de difficultés financières. Le 24 août 1860, à l'occasion d'une visite effectuée à Mâcon par l'empereur Napoléon III, Jean-Claude Naulin, curé de la paroisse Saint-Pierre (à partir de 1854, après avoir été curé de Lugny), fut présenté à l'empereur pour recevoir ce jour-là, avec d'autres, la croix de la Légion d'honneur. Le prêtre, appuyé par le baron Ponsard, préfet de Saône-et-Loire, attira l'attention de Sa Majesté sur le fait que 200 000 francs étaient nécessaires à l'achèvement des travaux de construction. L'empereur ordonna « les études nécessaires pour en hâter la solution ».

## Description
Cette église de style néo-roman, elle est la plus grande de Mâcon. Elle est orientée nord-ouest/sud-est, et mesure 75 mètres de long, sur 30 mètres de large, et atteint 18 mètres à la clef de voûte.
C'est un modèle de l'historicisme ou éclectisme du XIXe siècle.
Sa façade sud, présente une élévation sur trois niveaux avec trois portails en plein cintre rehaussé. Les tympans, ornés de bas-reliefs représentant dans la partie centrale Le Jugement dernier et de chaque côté : L'Assomption de la Vierge et Supplice de saint Pierre sur la croix.

### Nef
La nef centrale est de style gothique à six travées avec croisées d'ogives. Les collatéraux ouvrent sur des chapelles décorées par des artistes contemporains dont le peintre Jean-Baptiste Beuchot. À gauche se trouve la chaire dont le décor narre la vie de cet apôtre.

### Déambulatoire
Quatre peintures sont exposées après avoir fait l'objet d'une restauration en 2007 et 2008.
- Déploration des trois Marie auprès du Christ en Croix, huile sur toile de 230 cm sur 110 cm, œuvre rapprochée d'un Christ en Croix de Prud'hon, peintre né à Cluny ;
- Saint Joseph portant l'Enfant Jésus et une fleur de lys, huile sur toile de 120 cm sur 89 cm, peinture non signée, elle est réalisée dans le style de Pierre Mignard ;
- Déploration sur le Christ mort, huile sur toile de 230 cm sur 150 cm, elle est la copie inversée d'une Déploration de Jean Jouvenet ;
- Saint-Jean-Baptiste prêchant dans le désert, huile sur toile réalisée par Charles Valfort dont les dimensions sont 130 cm sur 195 cm. Ce peintre est natif de Mâcon et légua plusieurs tableaux à la Ville de Mâcon un an avant son décès.

### Chœur
Le mobilier cultuel est du sculpteur Philippe Kaeppelin et date de 1987. On y trouve l'autel et la croix grecque à quatre bras égaux. L'ambon de saint Pierre comporte une tablette imposante. Sa face antérieure évoque le poisson de Galilée. Le tabernacle avec comme représentation un grand rectangle représente le monde créé et un cercle symbole du divin.
Aux abords du chœur sont visibles depuis juin 2022 plusieurs sculptures de grandes dimensions mêlant bois et acier du sculpteur Christian Oddoux (1947-2022) de Lugny, ensemble représentant en particulier Jésus crucifié au milieu des deux larrons (composition intitulée Déposition de croix réalisée en 1999 en vue d'une exposition à Paris, à la chapelle de l'hôpital de la Pitié-Salpêtrière), ainsi que sa mère Marie éplorée (sculpture dénommée Mater dolorosa) ; une autre création représente la couronne d'épines.

### Chapelles
Dans la première chapelle, à droite en entrant, on aperçoit une fresque du peintre Mai-Thu, réalisée en 1941 à la gloire des victimes de la Grande Guerre.
La chapelle Notre-Dame de Lorette est aussi présente dans l'édifice. Sur l'autel de cette chapelle se trouve un bas-relief dû aux ciseaux du sculpteurs lyonnais Antoine-Michel Perrache (1726-1779).

### Chevet
Ce chevet est la réplique du chevet de l'abbaye de Cluny.

### Clochers

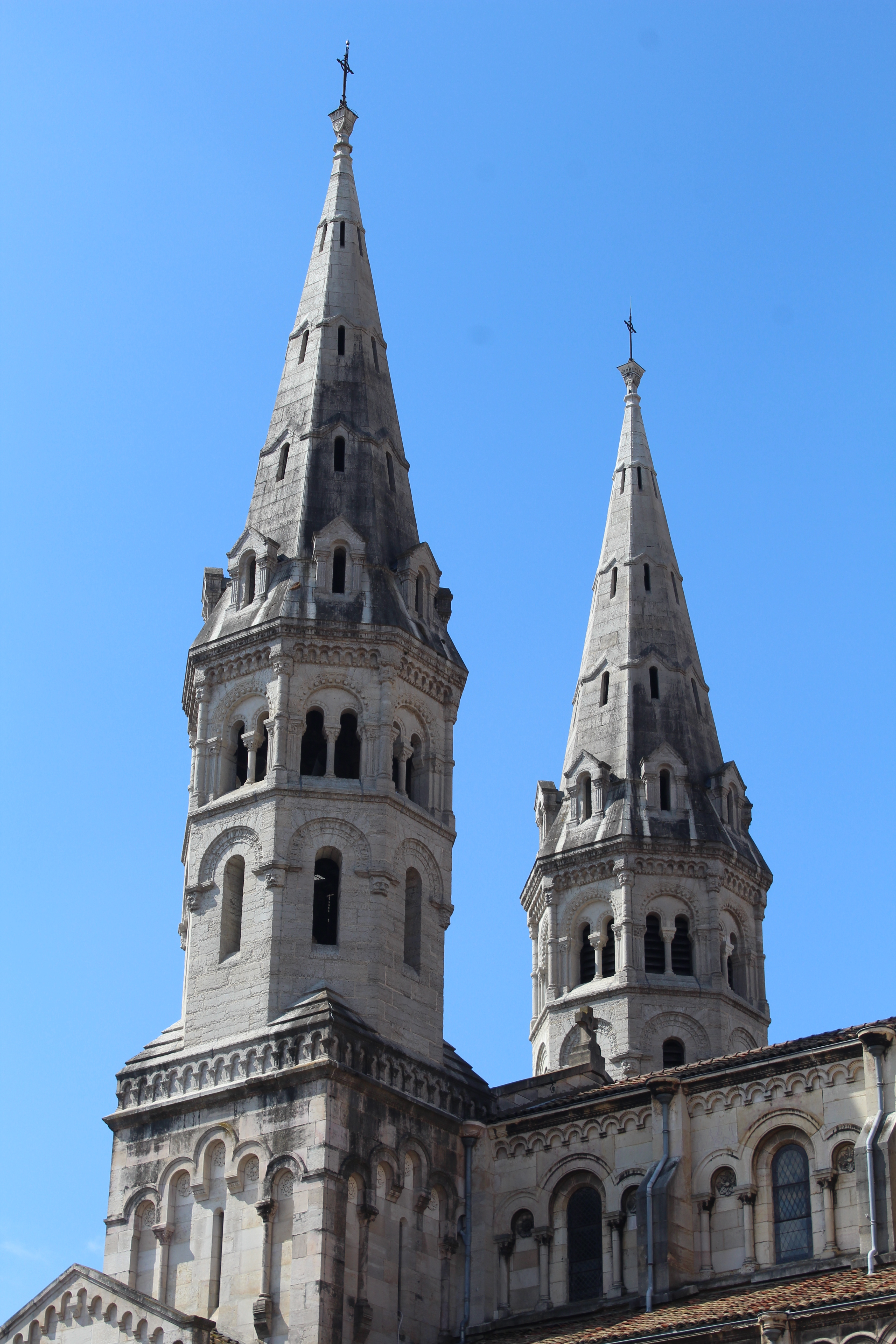
Vue sur les clochers.

Les deux clochers élancés encadrent les trois portails et sont coiffés d'une flèche en pierre. La tour de gauche est équipée d'une horloge.
Le clocher à abat-sons contient 4 cloches dont nous n'avons aucune information , nous avons juste les notes (Ré3 , Ré#3 , Fa3 , Sol3 (bas) ).

## Orgues
L'orgue de la tribune fut déplacé de l'église des Cordeliers de Mâcon en 1865 et installé en ces lieux. Il fut refait de 1973 à 1986 par le facteur d'orgues Jean Dunand, il possède 32 jeux et 2 307 tuyaux.
Celui du chœur est un orgue du facteur parisien Aristide Cavaillé-Coll ; installé en 1866, il est doté d'un buffet néo-gothique. Classé aux Monuments historiques, il fut entièrement reconstruit par Nicolas Martel, facteur d'orgues.